# Kristusove skušnjave (Botticelli)
Kristusove skušnjave je freska italijanskega renesančnega slikarja Sandra Botticellija, ki je bila izdelana v letih 1480–1482 in je v Sikstinski kapeli, danes v Vatikanu.

## Zgodovina
27. oktobra 1480 je Botticelli skupaj z drugimi florentinskimi slikarji (Domenico Ghirlandaio in Cosimo Rosselli), odšel v Rim, kamor so ga poklicali v okviru projekta sprave med Lorenzom de' Medici, dejanskim vladarjem Firenc in papežem Sikstom IV.. Florentinci so začeli delati v Sikstinski kapeli že spomladi 1481 skupaj s Pietrom Peruginom, ki je bil že tam.
Tema dekoracije je bila vzporednica med Mojzesovimi zgodbami (desna stena) in Kristusovimi zgodbami (leva stena), kot znak kontinuitete med Staro in Novo zavezo - ki pripoveduje o prenosu božanskega zakona iz tabel postave na Kristusovo podobo in iz njih skozi ključno epizodo izročitve ključev sv. Petru() in njegovim potomcem, torej papežu samemu.
Botticelli je naslikal tri prizore, pri čemer so mu pomagali številni pomočniki. 17. februarja 1482 je bila njegova pogodba podaljšana, vključno z drugimi prizori za dokončanje dekoracije kapele. 20. istega meseca mu je umrl oče: vrnil se je v Firence, kjer je ostal.

## Opis
Freska Kristusove skušnjave prikazuje tri epizode iz evangelijev, vzporedno s sliko Botticellija na nasprotni steni, ki prikazuje Mojzesove preizkušnje. Na frizu, podobnem tistemu pod drugimi freskami, je napis TEMPTATIO IESU CHRISTI LATORIS EVANGELICAE LEGIS (Kristusove skušnjave, prinašalec evangeličanske postave).
Tema naslova se odvija v treh prizorih v zgornjem delu freske. Na levi strani Jezusa, ki se je postil, zavede hudič v podobi puščavnika, da bi kamenje spremenil v kruh. V drugem prizoru skušnjave je v zgornjem središču slike Hudič odnesel Jezusa na vrh jeruzalemskega templja, ki ga predstavlja pročelje kapelice Santa Maria v Traspontini cerkve Santo Spirito in Sasija v Rimu. Hudič mami Jezusa, da izpodbija Božjo obljubo, da ga bodo angeli zaščitili, tako da se bo vrgel dol. V tretji skušnjavi, zgoraj desno, je Hudič odpeljal Jezusa na visoko goro, kjer mu pokaže lepote Zemlje. Hudič obljublja Jezusu oblast na tem področju, če bo zanikal Boga in se priklonil Hudiču. Jezus pošlje Hudiča stran, angeli pa mu pridejo služiti.
V ospredju se moški, ki ga je Jezus ozdravil gobavosti, predstavi velikemu duhovniku v templju, da bi ga lahko razglasil za čistega. Mladenič nosi posodo z vodo, v katerem je veja ožepa. Ženska prinese dve kokoši v dar, druga ženska pa cedrov les. Te tri sestavine so bile del rituala čiščenja gobavca. Veliki duhovnik lahko simbolizira Mojzesa, ki je prenašal postavo, mladenič pa lahko simbolično predstavlja Kristusa, ki je bil po evangelijih ranjen in ubit v dobrobit človeštva ter ozdravljen z vstajenjem, da bi lahko postalo tudi človeštvo duhovno čisto in prejelo odrešenje. V krščanski simboliki so mnoge zgodbe, na primer zdravljenje gobavca, zaznane kot predznak križa in vstajenja Jezusa ali drugih dogodkov v njegovem življenju.